# D-prolina reduttasi (ditiolo)
La D-prolina reduttasi (ditiolo) è un enzima appartenente alla classe delle ossidoreduttasi, che catalizza la seguente reazione:
5-amminopentanoato + lipoato ⇄ D-prolina + diidrolipoato
La reazione avviene solo nella direzione che porta alla riduzione della D-prolina. Altri ditioli possono funzionare come agenti riducenti; l'enzima contiene un gruppo piruvoile ed un residuo di selenocisteina, entrambi essenziali per l'attività.